# 皮爾塞斯 (北卡羅萊納州)
皮爾塞斯（英語：Pearces）是位於美國北卡羅萊納州富蘭克林縣的非建制地區。

## 地理
皮爾塞斯所處的海拔為高於海平面108米（即354英呎），而該地所採用的時區為UTC-5，即北美东部时区（EST）。同時該地設有夏令時間，為UTC-5調快一小時，即UTC-4（EDT）。